# Progne sinaloae
Progne sinaloae е вид птица от семейство Лястовицови (Hirundinidae). Видът е световно застрашен, със статут Уязвим.

## Разпространение
Видът е разпространен в Гватемала и Мексико.